# Anatoli Kuznetsov
Anatoli Kuznetsov (rus: Анато́лий Васи́льевич Кузнецо́в)  (Kíiv, 18 d'agost de 1929 - Londres, 13 de juny de 1979), nom complet amb patronímic Anatoli Vassílievitx Kuznetsov, fou un escriptor de la Unió Soviètica en llengua russa que va descriure les seves experiències a la ciutat de Kíiv en el moment de l'ocupació alemanya durant la Gran Guerra Patriòtica, en la seva novel·la internacionalment reconeguda Babi Iar. El llibre es va publicar originalment en una forma censurada el 1966 en rus.

## Biografia

### Període soviètic
De petit, Anatoli Kuznetsov visqué amb la seva mare, una professora i els seus avis als afores de Kíiv, al barri històric de Kureniovka. El seu pare, antic soldat de l'Exèrcit Roig i enginyer soviètic, va deixar la família i es va establir a Nijni Nóvgorod. Durant els dos anys de l'ocupació alemanya de Kíiv, Kuznetsov va començar a anotar en un quadern tot el que veia com a testimoni i va sentir a parlar de la massacre de Babi Iar. Una vegada que la seva mare va descobrir i llegir les seves notes, va plorar i li va aconsellar que les guardés per a un llibre que algun dia pogués escriure. Posteriorment, aquest document constituiria la base de la seva novel·la Babi Iar.
Abans de convertir-se en escriptor, Kuznetsov va estudiar a l'estudi de ballet del Teatre d'Opera i Ballet de Kíev, va col·labora en la construcció de la central hidroelèctrica de Kakhovka al riu Dniéper El 1955 es va afiliar al Partit Comunista de la Unió Soviètica. Finalment, va començar a "estudiar per esdevenir escriptor" i es va inscriure a l'Institut de Literatura Maksim Gorki de Moscou, del qual es va graduar el 1960. Mentre estudiava, va treballar durant algun temps en la construcció de la central hidroelèctrica d'Irkutsk, que li va donar material per a la seva primera història, "La continuació de la llegenda", rus: Продолжение легенды Prodoljénie leguendi (1957), que va portar l'autor a la fama a la Unió Soviètica.
Entre el 1960 i el 1969 va viure a Tula, va treballar com a secretari executiu de la branca de Tula de la Unió d'Escriptors, i després fou secretari adjunt de l'organització del partit.
El 1964 va publicar una història de la vida agrícola col·lectiva, titulada "A casa", rus: дома» U sébia doma.
El 1966 va començar a preparar-se per a la publicació dels seus records de la vida a la Kíiv ocupada. A més dels registres autobiogràfics, l'escriptor va incloure en la novel·la Babi Iar el testimoni de persones que van sobreviure als afusellaments massius de Babi Iar. Malgrat les nombroses barreres de censura, l'obra va ser publicada (després de l'aprovació del Departament ideològic del Comitè Central del PCUS) de forma resumida: primer a la revista Iúnost (núm. 8-10, 1966) i un any després a l'editorial Molodaia gvàrdia.
La següent gran obra de l'escriptor: la novel·la "Foc", rus: Ого́нь Ogon és imbuïda d'un profund pessimisme. El tema de la novel·la és el col·lapse de les expectatives i els destins humans.
Al juny de 1969 es va convertir en membre del consell de redacció de la revista Iúnost

### Defecció de l'URSS i vida a Occident
El 1969, Poc després de la invasió soviètica de Txecoslovàquia, va viatjar a Londres per a una missió creativa (oficialment per recollir materials per al proper llibre sobre el Segon Congrés del RSDRP). L'agost del mateix any, va sol·licitar asil polític al Regne Unit. En el seu viatge va aconseguir passar d'amagat una pel·lícula fotogràfica de 35 mm que contenia el manuscrit de Babi Iar sense censura.
Segons confessió del propi Kuznetsov, sis mesos abans del seu viatge a l'estranger, es va veure obligat a convertir-se en agent independent del KGB i informar-ne alguns dels seus companys. Això li va permetre d'obtenir un permís de viatge a Gran Bretanya.
El 1970, l'editorial Possev va publicar el text complet de Babi Iar, completat amb el pròleg i l'epíleg de l'autor, en què Kuznetsov explicava als lectors la història de l'escriptura i la primera publicació de la novel·la que va patir la intervenció de la censura soviètica.
| « | L'estiu de 1969 vaig escapar de l'URSS amb pel·lícules fotogràfiques, incloent pel·lícules que contenien el text complet de Babi Iar. Publico aquesta novel·la com el meu primer llibre lliure de tota censura política i us demano que considereu aquesta edició de Babi Iar com l'únic text autèntic. Conté el text publicat originalment, tot allò que va ser expurgat pels censors i el que vaig escriure després de la publicació, incloent el final estilístic. Finalment, això és el que he escrit. | » |

En aquesta edició, els fragments de text exclosos per la censura en publicar-se el 1966 a la revista Iúnost estaven en cursiva i, posteriorment, es van escriure entre claudàtors.
En els darrers anys va treballar a la redacció londinenca de Radio Liberty, va viatjar molt, però no va escriure res durant deu anys.

### Malaltia i mort
El 5 de setembre de 1978, Anatoli Kuznetsov va patir un sever infart de miocardi. L'escriptor va ser hospitalitzat urgentment i fou col·locat en cures intensives, on va sobreviure a la mort clínica. La vida de Kuznetsov es va salvar gràcies a la professionalitat dels metges anglesos. Després d'un llarg període de rehabilitació, Kuznetsov va tornar a treballar a l'abril de 1979, però després d'uns quants dies la seva salut es va deteriorar notablement i va ser rehospitalitzat amb la sospita d'una insuficiència cardíaca aguda. Després de quedar-se a l'hospital durant aproximadament un mes, Kuznetsov fou donat d'alta i volia tornar a treballar. Però el 13 de juny de 1979 va morir a casa seva per una tercera aturada cardíaca. És enterrat al cementiri de Highgate.

### Llegat
Durant gairebé deu anys de vida a Occident, va mantenir correspondència amb la seva mare, que vivia a Kíev, i li enviava gairebé cada dia notes o postals. Es conserven les postals; els textos d'algunes de les notes apareixen al llibre del fill de Kuznetsov, Aleksei Kuznetsov, "Entre Greenwich i Kurenivka. Cartes d'Anatoli Kuznetsov a les mares des de l'emigració a Kíev", rus: Между Гринвичем и Куренёвкой. Письма Анатолия Кузнецова матери из эмиграции в Киев (Moscou: Zàkharov, 2002).
Anatoli Kuznetsov va entrar en la història de la literatura com a representant de l'anomenada "prosa confessional".